# مسجد إلياس بك
مسجد إلياس بك هو مبنى ديني تاريخي إسلامي في ميليتوس في ديدم، محافظة أيدين، غرب تركيا. تم بناؤه في عام 1403 هـ من قبل إلياس بك (1402-1421) حاكم من بنو منتشا التركية.

## العمارة
المسجد هو جزء من مجمع يتكون من مدرسة دينية ومؤسسة تعليمية, وحمام عام.
قاعة الصلاة تغطيها قبة قطرها 14 متر (46 قدم)، وهي مصنوعة من الطوب ومغطاة بالبلاط، تحملها قاعدة مثمنة ترتكز على أربعة جدران. وقد انهارت المئذنة في زلزال عام 1955.
يقع المجمع في موقع ميليتوس الأثري. بجوار المجمع تقع فيلا مع حمام حيث اكتشف أنها تعود إلى العصر البيزنطي.
سجل مجمع إلياس بك في عام 2012 بجائزة الاتحاد الأوربي للتراث الثقافي (جائزة نوسترا أوروبا) من أجل الحفاظ عليه.

## وصلات خارجية
- Milet Ilyas Bey Külliyesi

## معرض

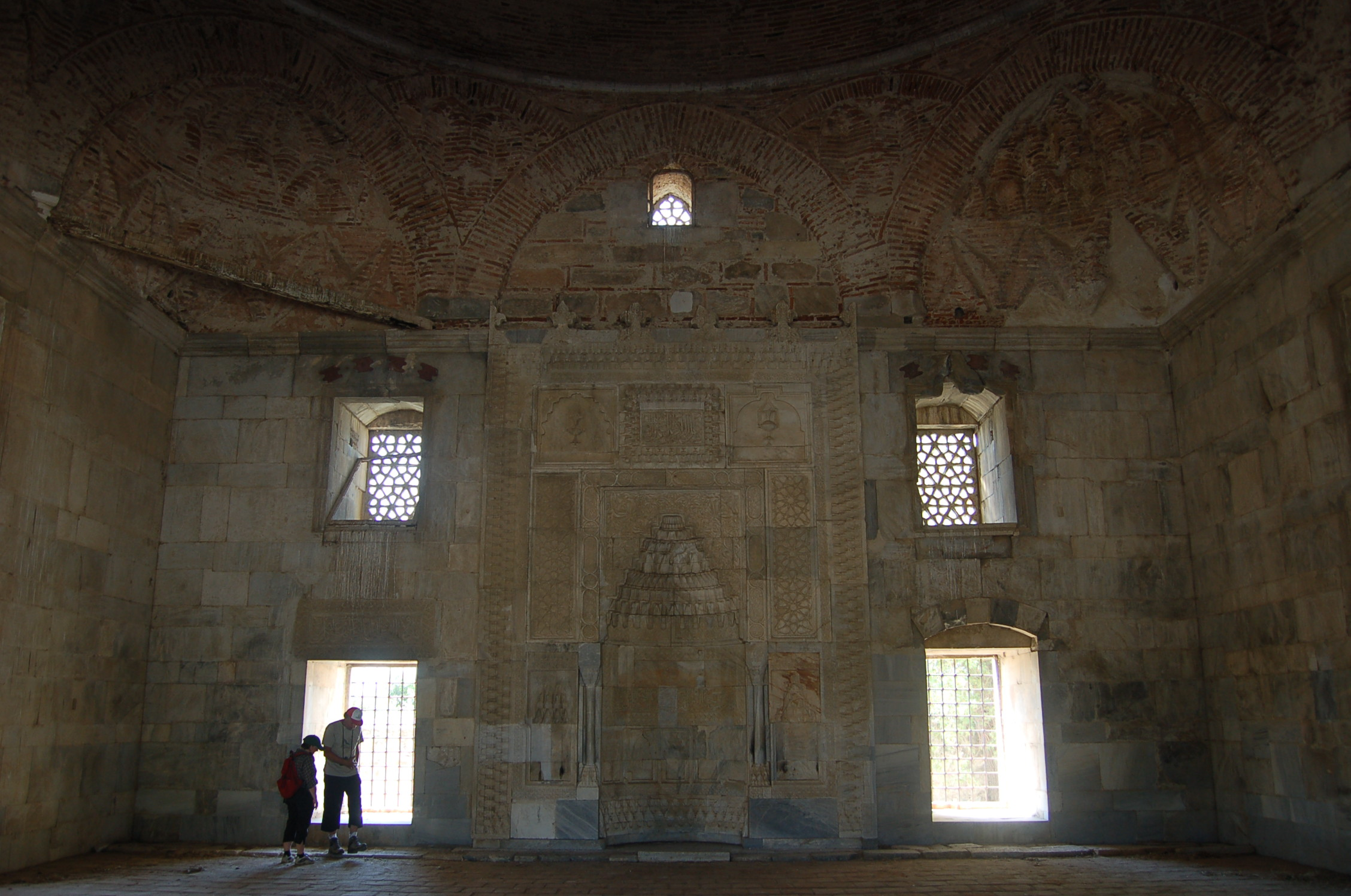
مدخل المسجد
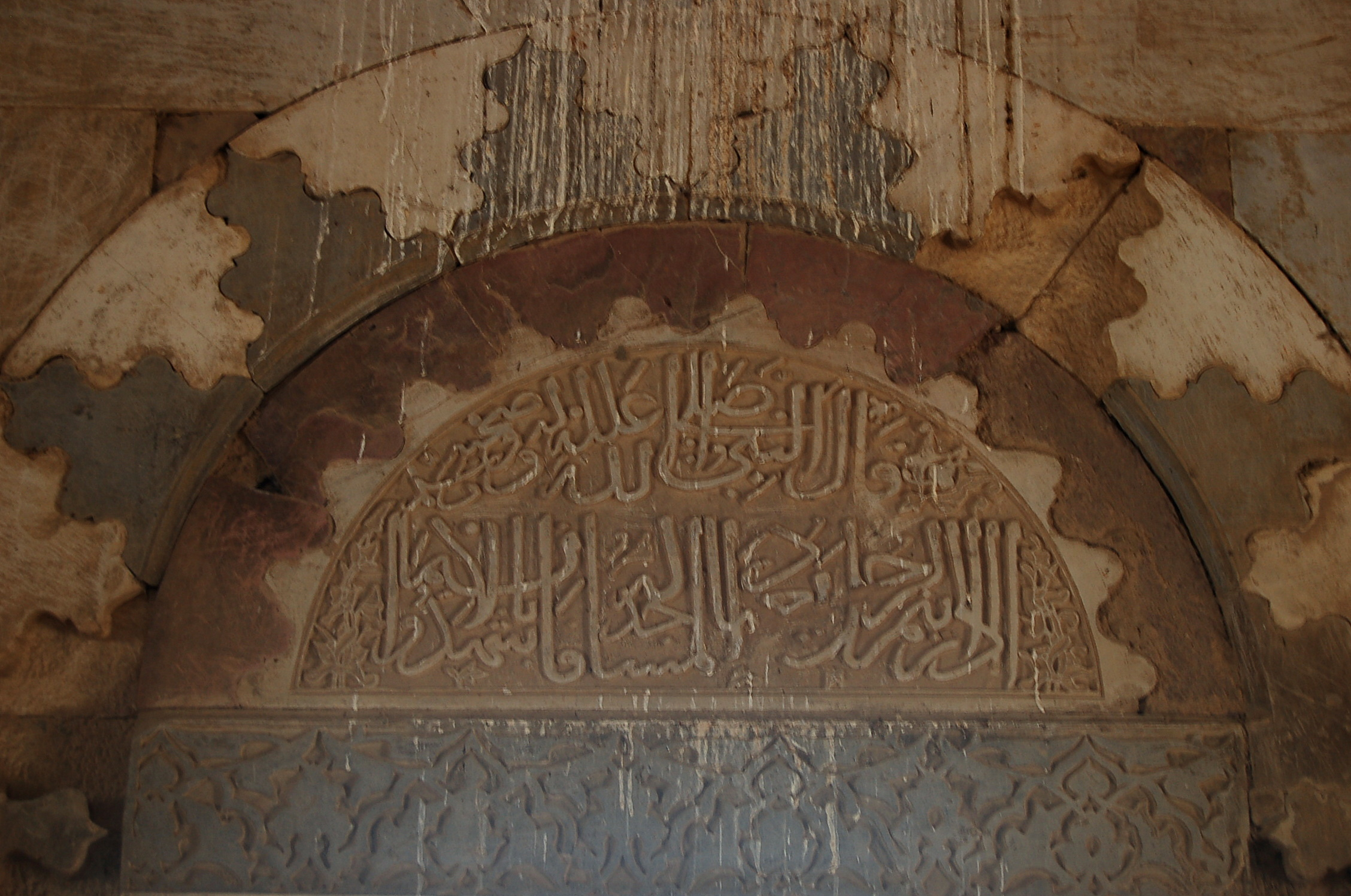
نقوش
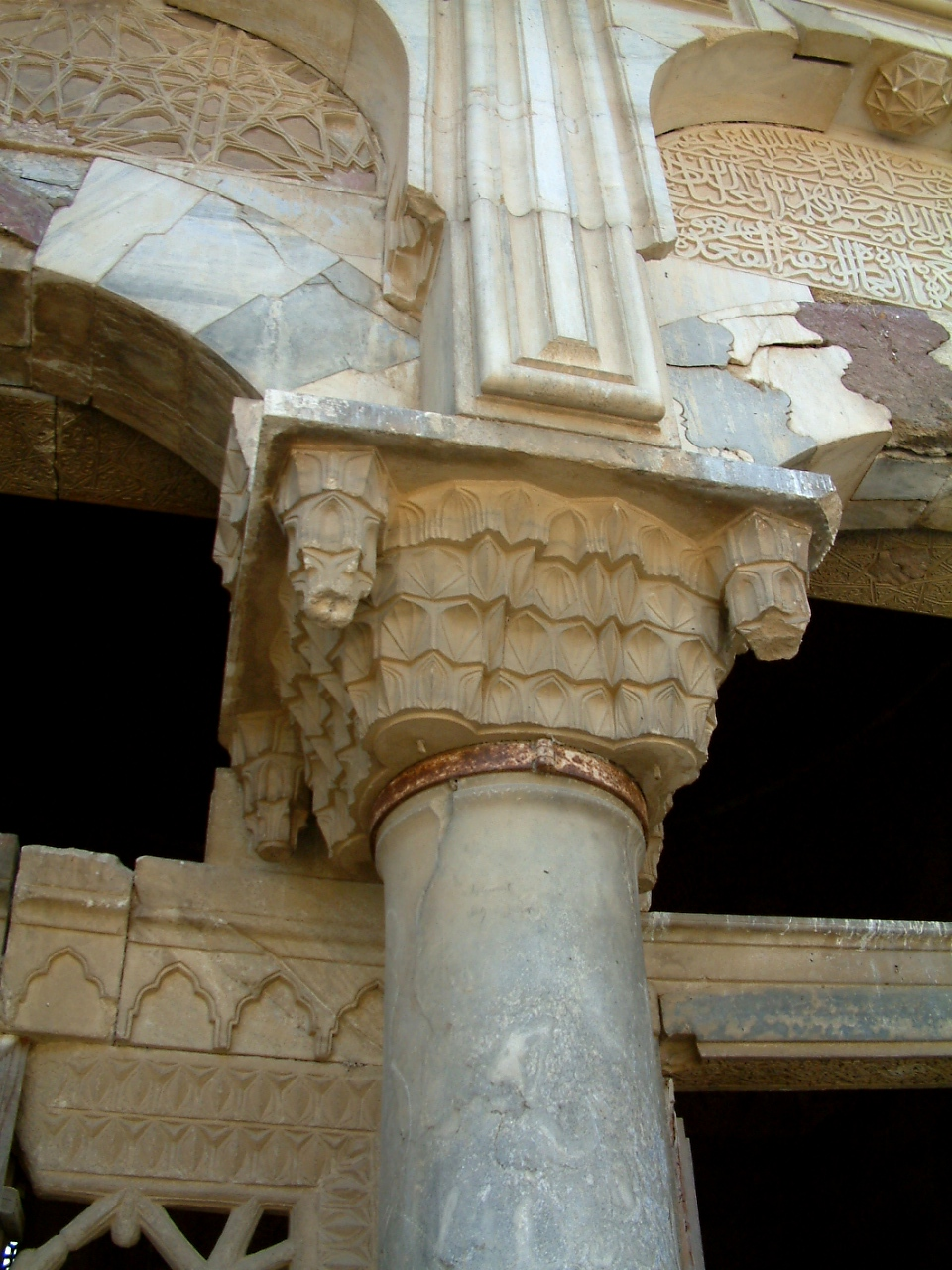
عمود
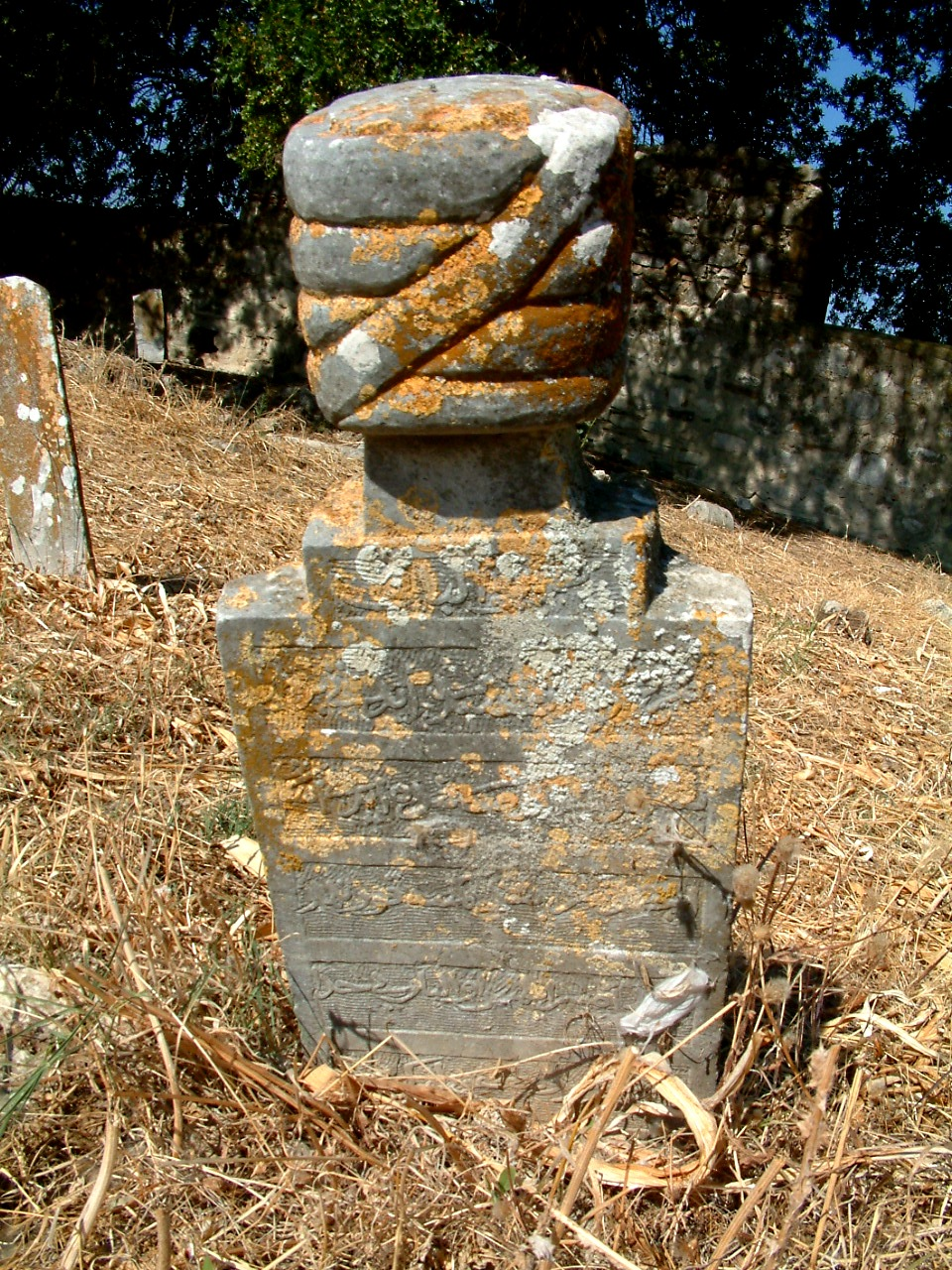
قبر
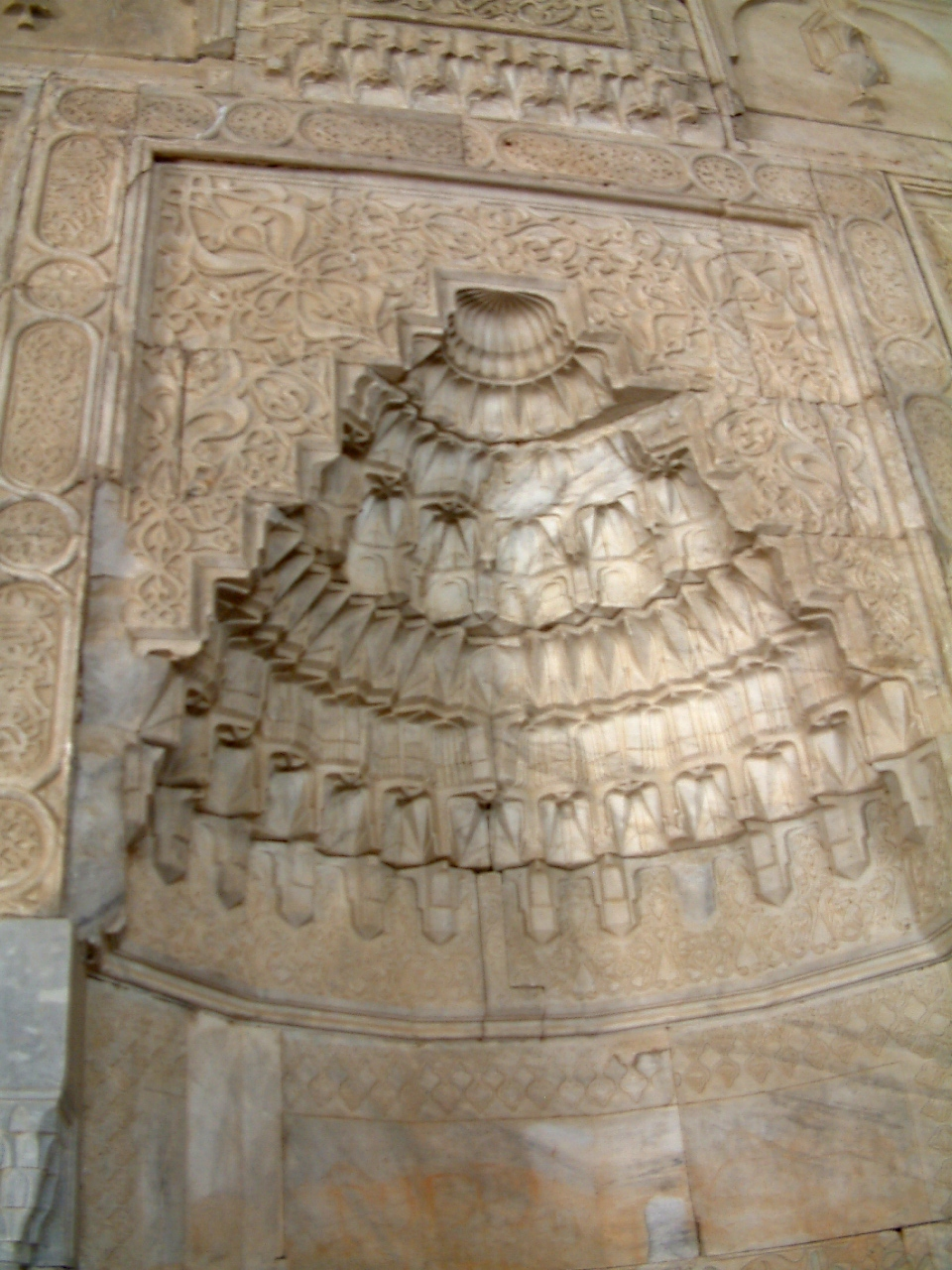
المحراب
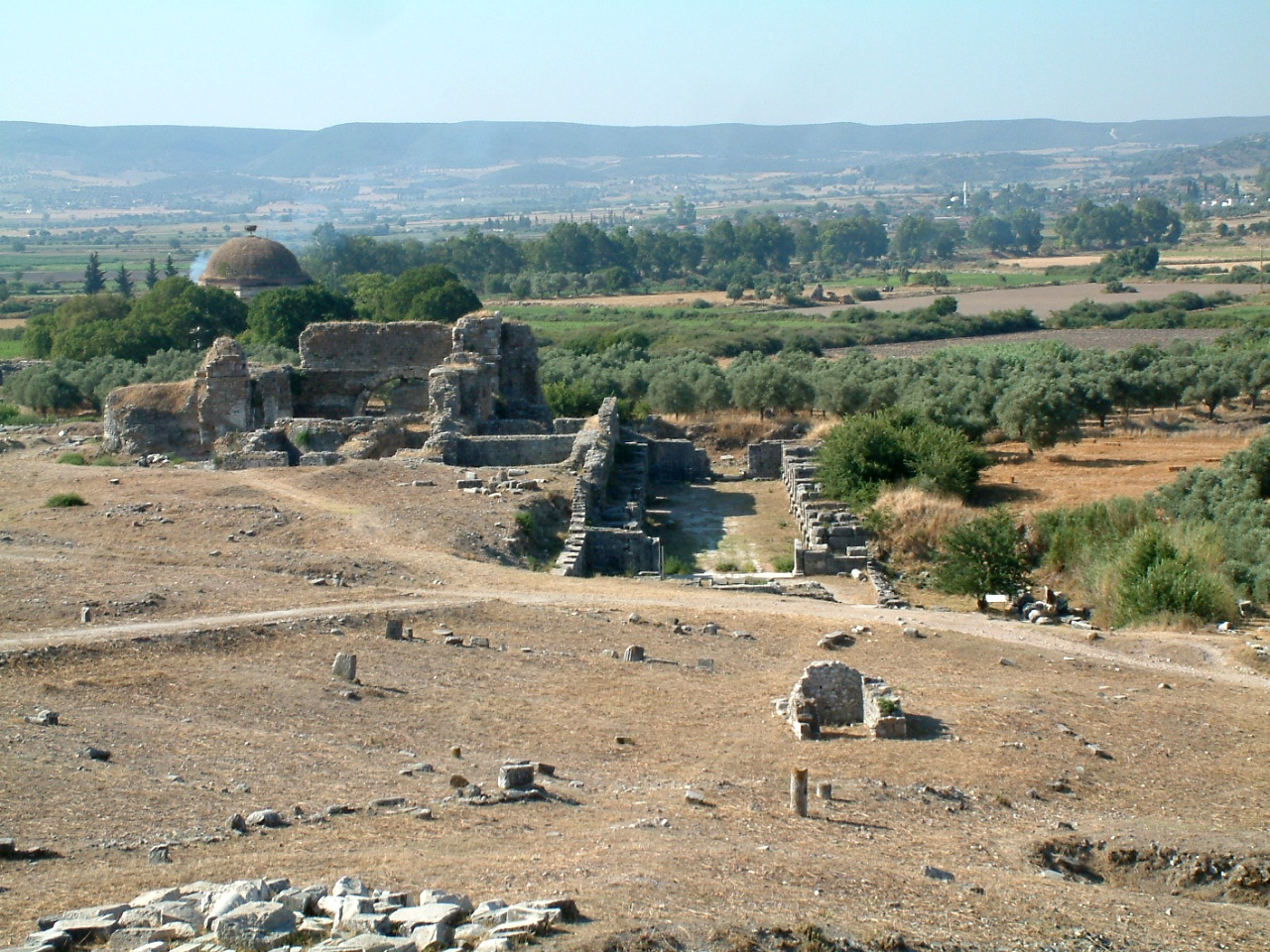
منظر للمجمع
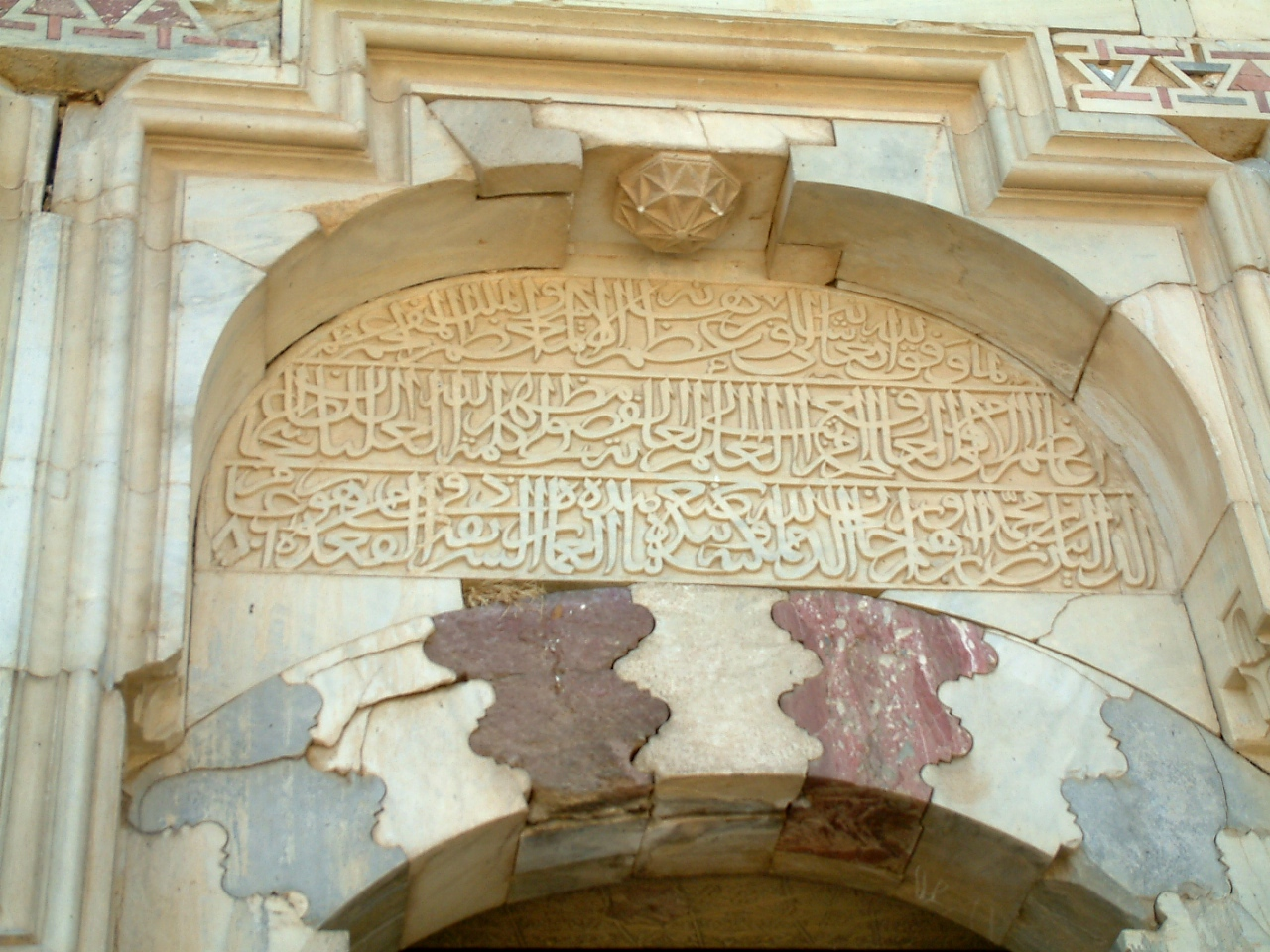
نقوش
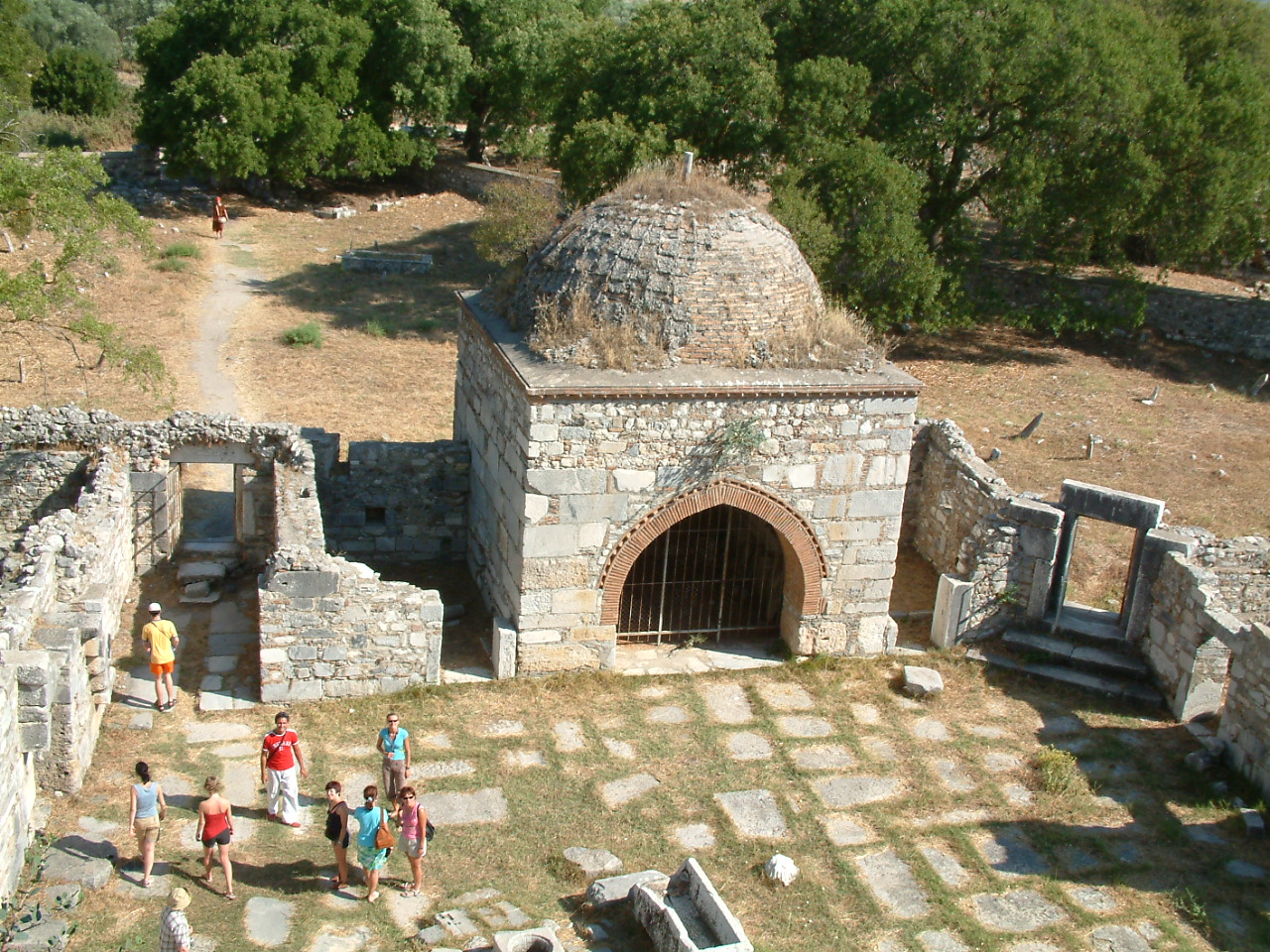
منظر من السقف